# Hadschi Murat

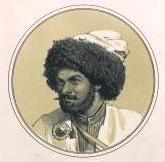
Hadschi Murat

Hadschi Murat (russisch Хаджи-Мурат) (* Ende der 1790er Jahre in Tselmes, Dagestan; † 5. Mai 1852 in Aserbaidschan) war während des Muridenkrieges (1827–1859) neben Imam Schamil ein bedeutender Führer im Widerstandskampf der nordkaukasischen Völker Dagestans und Tschetscheniens gegen die russischen Besatzer.

## Leben
Hadschi Murat war Muslim und gehörte dem Volk der Awaren an. Er lebte in einer Zeit, als Russland Nordkaukasien eroberte. Dazu wurden viele einheimische Fürstentümer zu russischen Protektoraten (Schutzstaaten), um sie nach einer Reihe innerer Reformen dem russischen Staatsgebiet anzuschließen und die Fürstenfamilien in den Adel Russlands aufzunehmen. Fürstentümer und Stämme, die sich Russland widersetzten, wurden militärisch unterworfen. Hadschi Murats Familie stand in enger Beziehung zu den awarischen Nuzal-Khanen von Chunsach, Verbündete der Russen.
Als um 1825 die mystische Strömung im Islam, der Sufismus zur Grundlage wurde, die (sich traditionell befehdenden) Bergvölker zu einen, um sich gemeinsam in einem Krieg (Ghazawat) zur Wehr zu setzen gegen die russische Expansion und verbündete einheimische Fürsten, verweigerten sich die awarischen Khane diesem Kampf und baten das russische Kommando in Tiflis um Hilfe. Diese Aufstandsbewegung, die „Muriden“, wurde von dem Prediger der Sufismus-Strömung (Tariqa) der Nakschibendis, Mullah Mohammed begründet. Hadschi Murat wurde einer seiner ersten politischen Anhänger und geistlichen Schüler noch vor den späteren Anführern der Muriden-Bewegung Ghazi Muhammad (1827–32), Hamzat Bek (1832–34) und Schamil (1834–59). Die geforderte Hilfe wurde den awarischen Nutzal-Khanen nicht gewährt und die Muriden unter Hamzat Bek exekutierten fast die gesamte Khan-Familie. Noch im selben Jahr (1834) rächte Hadschi Murat seine Blutsbrüder und tötete Hamzat Bek während eines Freitagsgebets. Dessen Nachfolger wurde Schamil.
Hadschi Murat kämpfte eine Weile auf Seiten der Russen, bis sein Rivale in russischen Diensten Major Ahmet Khan ihn bei den Generälen verleumdete: als Verräter und Saboteur im Dienste Schamils. Er wurde inhaftiert. Bei einem Transport gelang ihm die Flucht, indem er sich in einen Abgrund stürzte. Er überlebte schwer verletzt; die Soldaten hielten ihn für tot.

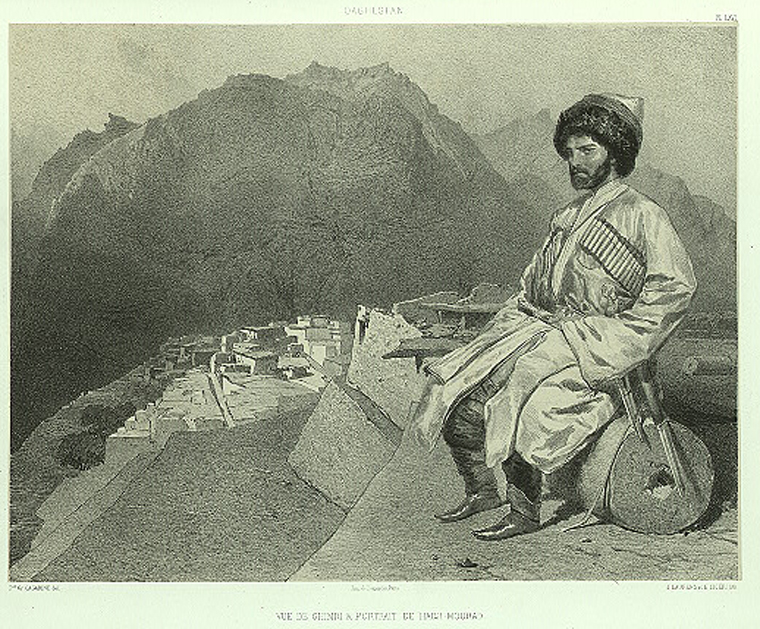
Gemälde von Hadschi Murat vor einem kaukasischen Gebirgsdorf (Aul) 1847

Von den Russen enttäuscht, schloss er sich nach seiner Genesung nun doch dem Imam Schamil an, der ihn zu seinem Stellvertreter (Naip) ernannte. Etliche Stämme folgten Hadschi Murat und fielen von den Russen ab.
Hadschi Murats strategische Fähigkeiten und seine Kühnheit machten ihn bei den Bergvölkern zum bis heute verehrten Volkshelden und für die Russen zum berüchtigten Gegner, der ihnen herbe Niederlagen bescherte.
1851 bestimmte Schamil allerdings seinen Sohn und nicht seinen Stellvertreter zum nächsten Imam, das war für Hadschi Murat nicht annehmbar, es kam zum Eklat. In einer geheimen Sitzung wurde er von Schamil und seinem Rat zum Tode verurteilt – jedoch rechtzeitig gewarnt. Er konnte fliehen, doch seine Familie wurde gefangen genommen.
Hadschi Murat lieferte sich dem russischen Oberbefehlshaber der Südarmee Fürst Michail Semjonowitsch Woronzow in Tiflis aus. Er bat um Kosaken und Waffen, um seine Familie zu befreien und den gemeinsamen Feind Schamil zu vernichten; die Antwort blieb aus. Der berühmte kaukasische Krieger wurde in den Salons hofiert und in den Kanzleien hingehalten. Ihm wurde nur gestattet, sich mit seiner Handvoll Gefolgsleute in eine muslimische Kleinstadt zurückzuziehen, unter Bewachung von Kosaken.
Von dieser Kleinstadt aus, Nucha in Aserbaidschan, unternahm er am Morgen des 5. Mai 1852 (23. April julianischer Kalender) mit seinen Leuten einen Ausbruch in Richtung auf die Berge Dagestans, um seine Familie zu retten. Sie töteten ihre Bewacher, doch im Verlauf der Flucht wurde ihnen ein bewässertes Reisfeld zum Verhängnis. Am Abend steckten sie noch darin und wurden gestellt. Hadschi Murat und seine Getreuen flüchteten in eine kleine mittelalterliche Burg. Den russischen Verfolgern waren muslimische Milizen und Artillerie zu Hilfe gekommen. Bei dem folgenden Kampf fiel Hadschi Murat. Der Sohn seines Feindes Ahmet Khan schlug dem Toten den Kopf ab und schickte ihn nach Tiflis, wo er einbalsamiert und dem Zaren Nikolaus I. gesandt wurde.

## Rezeption durch Tolstoi
Lew Tolstoi war selbst bei den Truppen im Kaukasus, als Hadschi Murat Ende 1851 zu den Russen überlief. Er schrieb seinem Bruder:
„Wenn Du Wert darauf legst, Deinen Bekannten das Neueste aus dem Kaukasus zu berichten, so kannst Du erzählen, dass ein gewisser Hadschi Murat, die bedeutendste Persönlichkeit nach Schamil, sich vor einigen Tagen der russischen Regierung unterworfen hat. Das war der forscheste Kerl (ein Dshigit von der ganzen Tschetschma), und doch hat er die Gemeinheit begangen.“ (Tiflis, 23. Dezember 1851)
50 Jahre später hatte er sein Urteil über die Gemeinheit revidiert. In seinem letzten Werk, der Novelle Hadschi Murat, hält er sich weitgehend an historische und biographische Abläufe. Für Tolstoi bot der Stoff die Möglichkeit, die Ressentiments von Russen gegenüber Kaukasiern zu thematisieren; die muslimische mit der christlich-orthodoxen Kultur in Dialog zu setzen; wie auch eine willkommene Gelegenheit, die Mächtigen seines Landes mit Satire zu überziehen.

## Rezeption im Film
Sein Leben wird im Film „Hadschi Murad - Unter der Knute des Zaren“ von 1959 thematisiert (Originaltitel 'Agi Murad il diavolo bianco').